# Catherine de Castille
Pour les articles homonymes, voir Catherine d'Autriche.
 (septembre 2019).
Si vous disposez d'ouvrages ou d'articles de référence ou si vous connaissez des sites web de qualité traitant du thème abordé ici, merci de compléter l'article en donnant les références utiles à sa vérifiabilité et en les liant à la section « Notes et références ».
Catherine de Castille, née le 14 janvier 1507 à Torquemada, morte le 12 février 1578 à Lisbonne, est une reine de Portugal, fille posthume de Philippe Ier de Castille et de Jeanne Ire d'Espagne.

## Biographie
Catherine naît à Torquemada le 14 janvier 1507, quelques mois après la mort de son père, Philippe Ier de Castille, décédé le 25 septembre 1506. Comme la reine ne disposait pas de sage-femme, c’est sa dame de compagnie, María de Ulloa, qui l’assista lors de l’accouchement. Elle est la seule à avoir été élevée par sa mère qui était devenue folle à la mort de son mari, alors que ses frères et sœurs, à l'exception de Ferdinand, ont été élevés par leur tante paternelle Marguerite d'Autriche. Elle restera enfermée à Tordesillas jusqu'à la fin de la régence de Maximilien Ier du Saint-Empire. Emprisonnée avec sa mère, elle eut une jeunesse sinistre n'ayant rien d'autre à faire que de parler à ses dames de compagnie ou regarder par la fenêtre. Ignace de Loyola songera à la libérer et à l'épouser.
Catherine de Castille épousa le 5 février 1525 Jean III de Portugal à Crato.
De cette union naquirent neuf enfants, dont beaucoup moururent en bas âge.
- Alphonse de Portugal (24 février 1526- † 1526) inhumé au couvent de Graça puis dans la Cathédrale d'Évora.
- Marie-Manuelle de Portugal (1527-1545), en 1543 elle épousa Philippe II d'Espagne et fut la mère de Don Carlos
- Marie Isabelle de Portugal (née le 28 avril 1529- † 1530) inhumée à Santa Maria de Belém;
- Béatrice de Portugal (née le 15 février 1530-† 1530) inhumée à Santa Maria de Belém ;
- Manuel de Portugal (né le 1er novembre 1531- † 14 avril 1537) inhumé à Santa Maria de Belém ;
- Philippe de Portugal (né le 25 mai 1533- † 29 avril 1539) inhumé à Santa Maria de Belém ;
- Denis de Portugal (né le 26 avril 1535- † 1er janvier 1537) inhumé à Santa Maria de Belém ;
- Jean-Manuel de Portugal (1537-1554)
- Jean Antoine de Portugal (né le 9 mars 1539- † 25 janvier 1540,) inhumé à Santa Maria de Belém.

Après la mort de son mari, sa belle fille, Jeanne d'Espagne, réclame la régence pour son fils, Sébastien Ier de Portugal mais après une médiation menée par l'empereur Charles, celui-ci tranche en faveur de sa sœur contre sa fille qui n'a que 17 ans. Elle fut régente de 1557 à 1562. L'époque de la régence de Catherine correspond à l'expansion coloniale portugaise en Angola, au Mozambique, à Malacca et l'annexion en 1557 de Macao. Au niveau législatif, la plus grande partie de la régence est consacrée au développement des affaires de l'Église : nouveaux évêchés en métropole et en outre-mer, renforcement de l'Inquisition et extension de son pouvoir jusqu'aux colonies indiennes, ratification et application des décisions du concile de Trente, établissement d'une nouvelle université à Évora (1559) dont l'enseignement est confié à la Compagnie de Jésus. L'érection de la cathédrale Sainte-Catherine de Goa est commencée en 1562 pour célébrer la conquête de la ville par Afonso de Albuquerque en 1510.

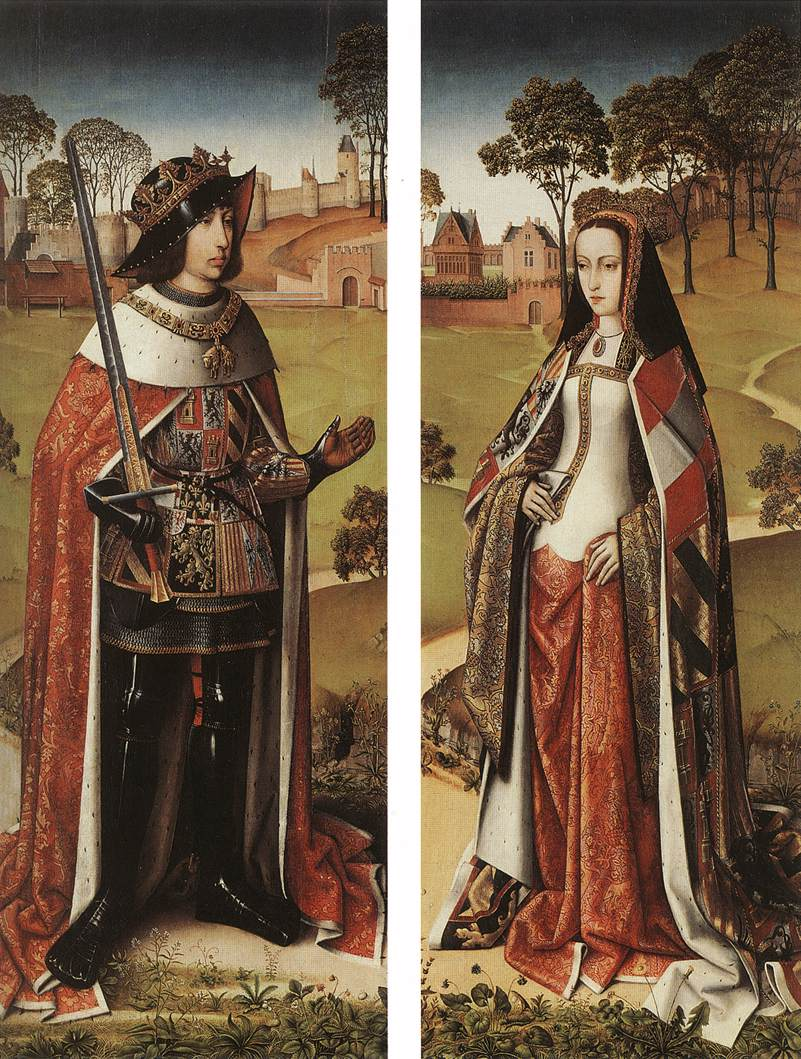
Philippe le Beau et Jeanne la Folle

## Généalogie
Catherine de Castille avec ses frères et sœurs descendent d’une famille illustre très puissante notamment grâce au jeu des alliances. Le sang des Bourguignons et des Habsbourg coule dans ses veines, descendante des Rois catholiques. Ses illustres ancêtres ne sont autres que : Charles le Téméraire, Ferdinand II d'Aragon, Maximilien Ier du Saint-Empire et Isabelle la Catholique.
Contrairement à certains descendants de la famille, l'endogamie de cette fratrie est très bonne. En effet, le coefficient de consanguinité de Catherine est de 1,6 % tout comme l'implexe de 0.16 sur cinq générations mais de 0 sur quatre générations.

### Fratrie

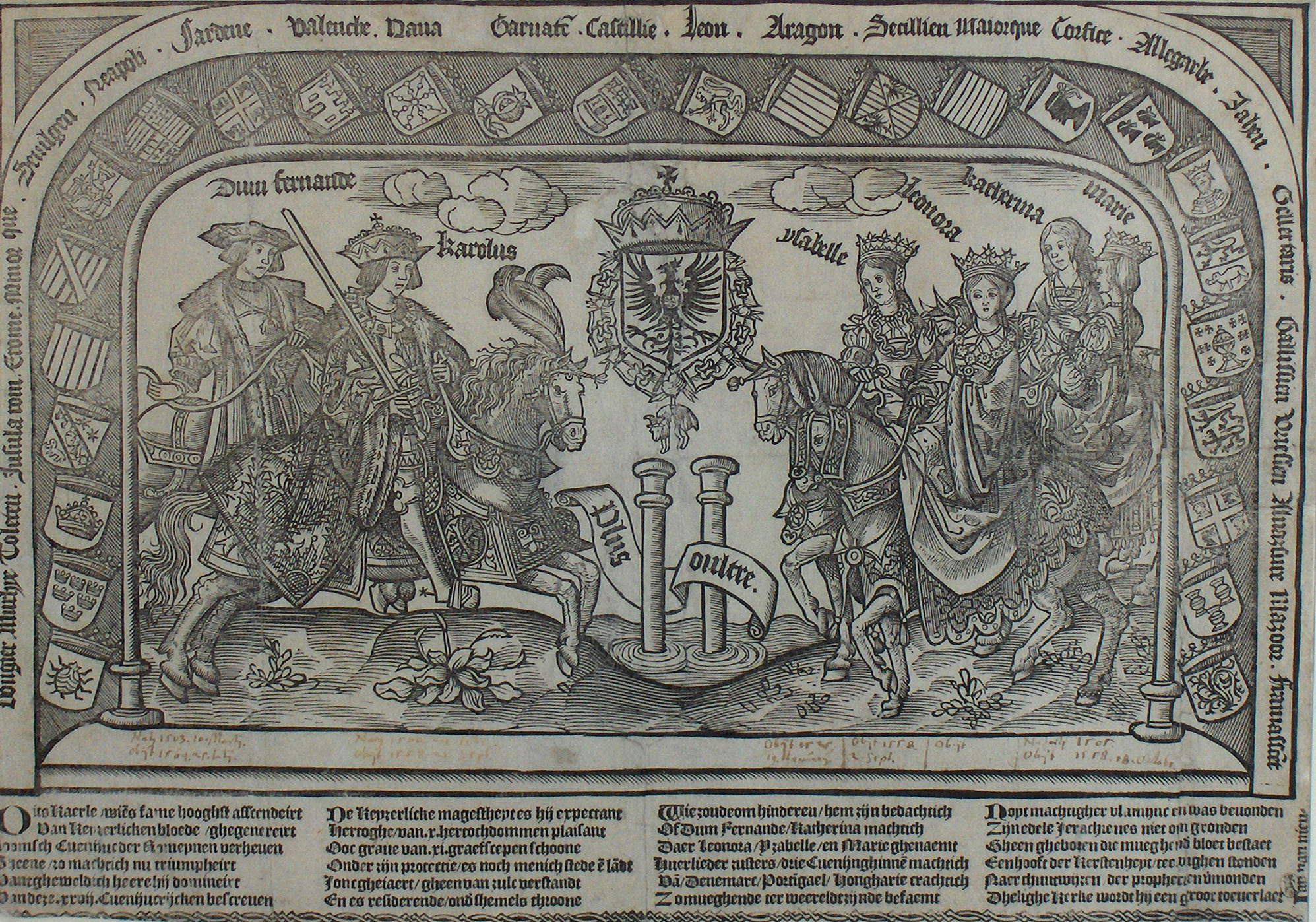
Les enfants de Philippe de Habsbourg et de Jeanne de Castille.

- Éléonore (1498-1558) épouse en 1519 Manuel Ier (1469-1521) puis en 1530 François Ier (1494-1547);
- Charles (1500-1558) épouse en 1526 Isabelle de Portugal (1503-1539);
- Isabelle (1501-1526) épouse en 1515 Christian II de Danemark (1481-1559);
- Ferdinand (1503-1564) épouse en 1521 Anne de Bohême et de Hongrie (1503-1547);
- Marie (1505-1558) épouse en 1521 Louis II de Hongrie (1505-1526);
- Catherine (1507-1578).